# Operação Licorne
A Operação Licorne ou Operação Unicórnio (em francês:  Opération Licorne) foi uma operação de manutenção da paz das Forças Armadas Francesas na Costa do Marfim, durante a Primeira Guerra Civil da Costa do Marfim. A Força Licorne era distinta, mas complementar à Operação das Nações Unidas na Costa do Marfim (ONUCI). O seu principal objetivo era apoiar a missão das ONU para a manutenção da paz e assegurar a segurança dos franceses e estrangeiros. A Operação Licorne foi substituída em 1º de janeiro de 2015 pelas Forces françaises en Côte d'Ivoire (FFCI).

## Missão

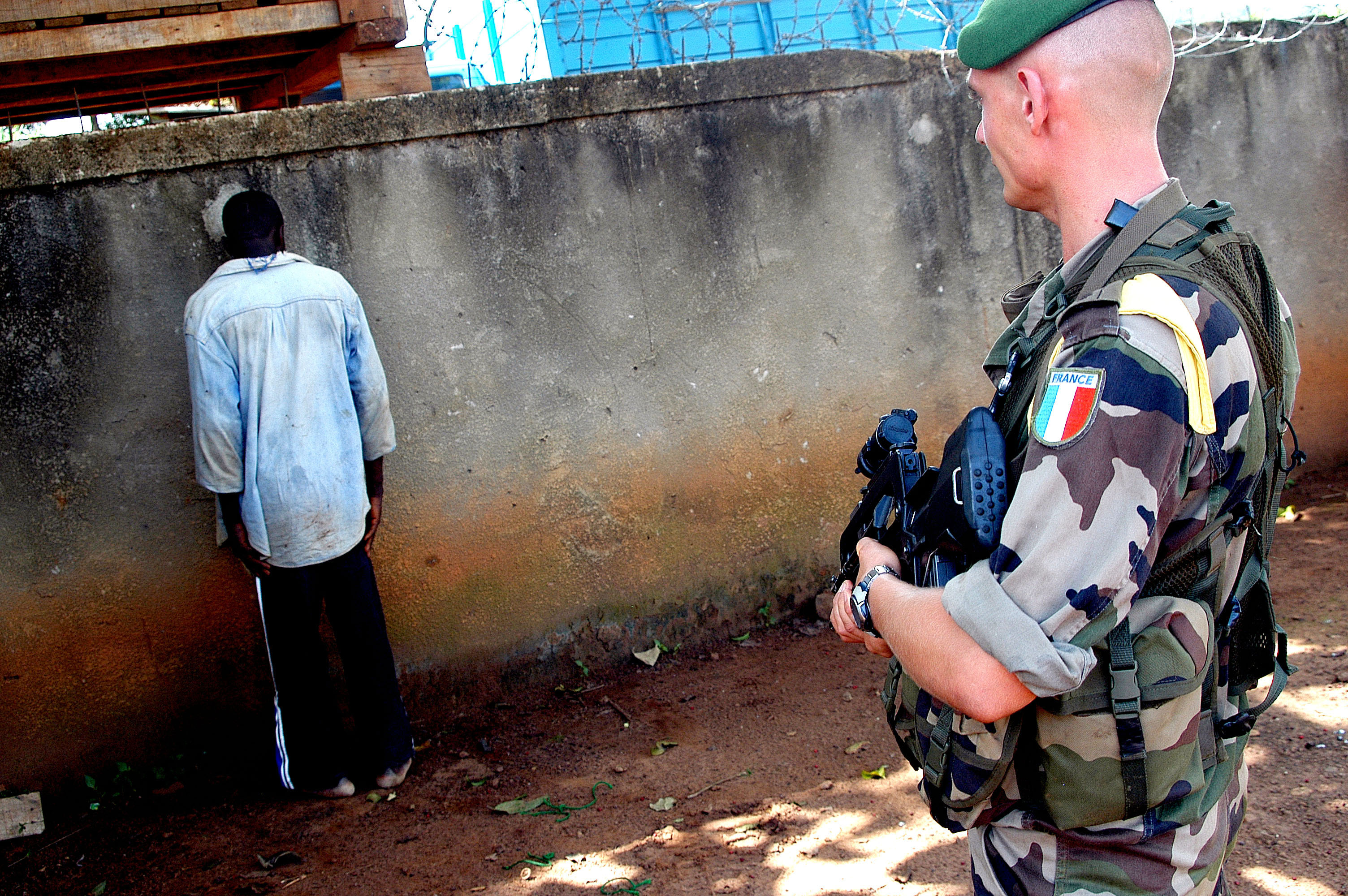
Um membro das Novas Forças da Costa do Marfim capturado pela Legião Estrangeira em 2004 após saques.

A “Force Licorne”, comandada por um oficial-general, assitido por um general adjunto de operações, foi organizada em torno de um posto de comando interarmas de teatro (em francês:  Poste de commandement interarmées de théâtre, PCIAT), estacionado em Port-Bouët, no distrito do 43º BIMa; uma força pré-posicionada e que atualmente forma um GTIA. O nome de batismo desta operação provém do nome de um estabelecimento em Libreville, no Gabão, de onde saíram os primeiros contingentes em setembro de 2002.
Foi durante muito tempo composta por grupos táticos de armas combinadas (em francês:  Groupements tactiques interarmes, GTIA), distribuídos por todo o território da Costa do Marfim, incluindo unidades de diferentes armas ou serviços (infantaria, cavalaria, intendência, serviço de saúde, ações civil-militares, etc.), um batalhão de aviação leve do exército (em francês:  Aviation légère de l'armée de terre, ALAT), um batalhão de logística (em francês:  Bataillon logistique, BATLOG), esquadrões móveis de gendarmaria e unidades de reitores (em francês:  Gendarmerie prévôtale), e um grupo de transporte operacional (em francês:  Groupement de transport opérationnel, GTO) da Força Aérea.
Desde março de 2008, as estruturas mudaram, o batalhão logístico e o GTIA43 foram dissolvidos e todas as funções logísticas e apoio são assegurados pela BSVIA, uma base conjunta de apoio estacionada em Port-Bouët, uma comuna de Abidjan. A principal missão da força Licorne era apoiar a UNOCI: a força francesa constituía uma força de reação rápida de terceira categoria capaz de atuar em benefício da força da ONU, esta última intervindo em apoio à ação das Forças Armadas Marfinenses. Além disso, a Licorne poderia, se necessário, garantir a segurança dos cidadãos franceses e estrangeiros. A Força Licorne e a UNOCI foram referidas na Costa do Marfim pelos pró-Gbagbo como "Forças Parciais".
No total, a Operação Licorne injetou cerca de 50 milhões de euros por ano na economia da Costa do Marfim. Foram cotados 38 mercados de subcontratação no valor de 2,2 milhões de euros anuais: gestão de espaços verdes, resíduos, lavagem, aluguel e manutenção de veículos civis, etc. Em 1º de janeiro de 2015, a Operação Licorne de 500 militares foi substituída pelas Forças Francesas na Costa do Marfim (em francês:  Forces françaises en Côte d'Ivoire, FFCI), de 800 militares.

## História

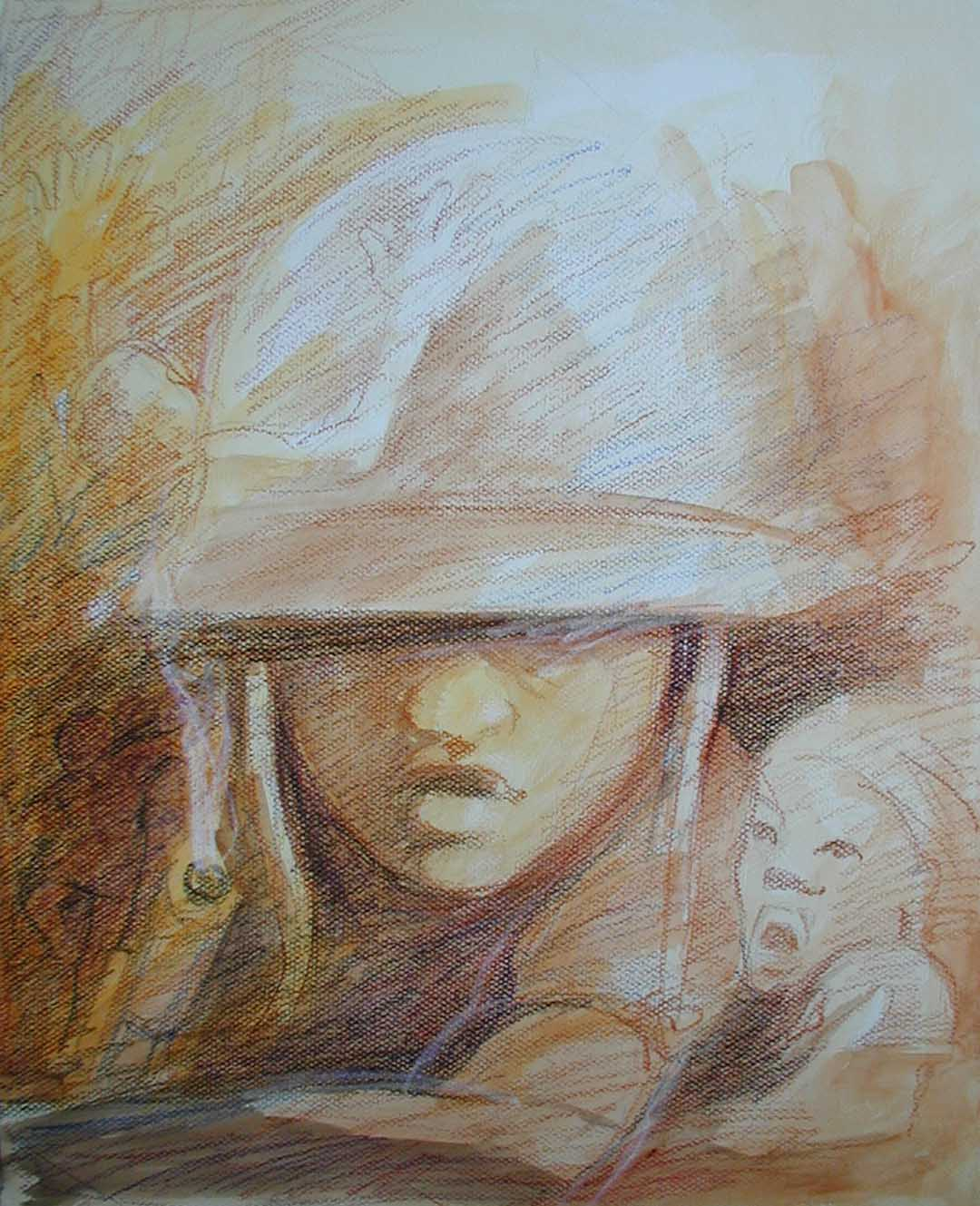
Desenho de uma criança-soldado na Costa do Marfim, maio de 2007.

Esta operação militar teve início em setembro de 2002, no início da crise político-militar na Costa do Marfim, e independentemente da operação das Nações Unidas, no âmbito dos acordos de defesa assinados entre os dois países em 24 de Agosto de 1961. A França, e em seguida a Comunidade dos Estados da África Ocidental (em francês:  Communauté des États d'Afrique de l'Ouest, CEDEAO), enviou grandes contingentes militares para separar os beligerantes a pedido do governo da Costa do Marfim. As forças da Operação Licorne consistiam então em 4.000 soldados franceses formando uma forças de interposição. Segundo as autoridades francesas, apoiadas por uma resolução das Nações Unidas, esta interposição permitiu evitar uma guerra civil e numerosos massacres. Esta operação foi, portanto, o braço armado da acção de manutenção da paz da ONU.
Um acordo entre todas as forças políticas foi assinado em França, em Marcoussis, a 24 de Janeiro de 2003. Prevê simultaneamente a manutenção do chefe de Estado no cargo, o Presidente Laurent Gbagbo, e a criação de um governo de reconciliação nacional integrando representantes da rebelião e a implementação de um programa que aborda as principais questões substantivas na origem da crise da Costa do Marfim: nacionalidade, propriedade da terra rural, elegibilidade, reestruturação do exército e desarmamento da rebelião. O objetivo é a realização de eleições democráticas no final de outubro de 2005, mas estas serão adiadas. O Conselho de Segurança das Nações Unidas endossa este acordo. Em 4 de abril de 2004, a Operação das Nações Unidas na Costa do Marfim (UNOCI, 6.240 homens) substituiu os contingentes da CEDEAO, ao lado da Força Licorne que permaneceu em apoio sob o comando francês (4.600 homens).

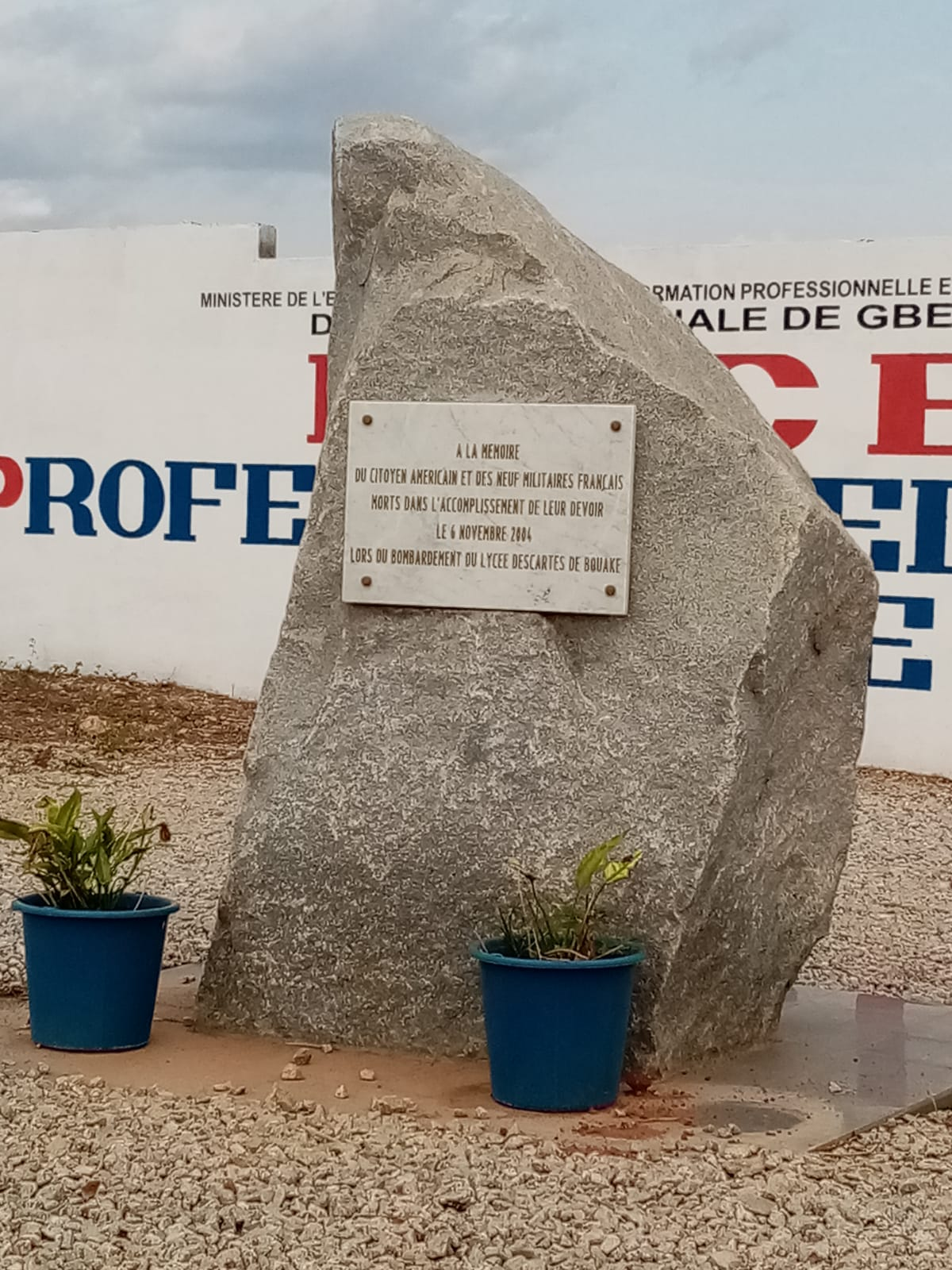
Estela em frente ao antigo colégio francês Descartes, em Bouaké, em homenagem aos que morreram no bombardeio de Bouaké.

Em 4 de novembro de 2004, tomando nota do fracasso da rota negocial, o Presidente Laurent Gbagbo iniciou a “Operação Dignidade” para reconquistar militarmente os territórios ocupados. Em 6 de novembro de 2004, dois Sukhoi Su-25 da aviação do governo da Costa do Marfim, mas pilotados por mercenários bielorrussos, realizaram um ataque aéreo à posição francesa de Bouaké. Este bombardeio na base francesa deixou 9 mortos e 38 feridos entre os soldados franceses, pertencentes ao 2º Regimento de Infantaria de Fuzileiros Navais (2e RIMa), Regimento de Infantaria de Tanques de Fuzileiros Navais (RICM), 515º Regimento de Logística (515e RT). As forças francesas responderam quinze minutos após o ataque, neutralizando os dois Sukhoi Su-25 após o seu regresso ao aeroporto de Yamoussoukro. A maior parte das forças aéreas da Costa do Marfim foram exterminadas nas horas que se seguiram: quatro helicópteros de combate da Costa do Marfim (2 Mi-24, 1 Mi-8 e 1 Puma) foram completamente destruídos em frente ao palácio presidencial de Yamoussoukro por um ataque noturno de helicópteros Gazelle do Batalat, e dois Mi-24 baseados no aeroporto internacional de Abidjan serão neutralizados.
No entanto, as informações reveladas pelo Wikileaks e pelas investigações da imprensa sugerem manipulação destinada a justificar uma ação militar contra Laurent Gbagbo. Em 2016, a juíza de instrução francesa Sabine Kheris solicitou o encaminhamento ao Tribunal de Justiça da República dos ex-ministros Dominique de Villepin, Michèle Alliot-Marie e Michel Barnier, suspeitos de terem permitido a exfiltração dos mercenários responsáveis pelo ataque às forças francesas. O presidente francês Jacques Chirac então ordena a destruição de todos os meios aéreos militares da Costa do Marfim, a fim de evitar qualquer novo ataque das Forças Armadas Nacionais da Costa do Marfim (FANCI) contra os "rebeldes" das Forças Armadas das Forças Novas (FAFN) - o que era contrário aos Acordos de Marcoussis - e impedir outros ataques contra as posições francesas. Esta decisão provocou a “destruição de 7 aeronaves de ataque aéreo das FANCI”.

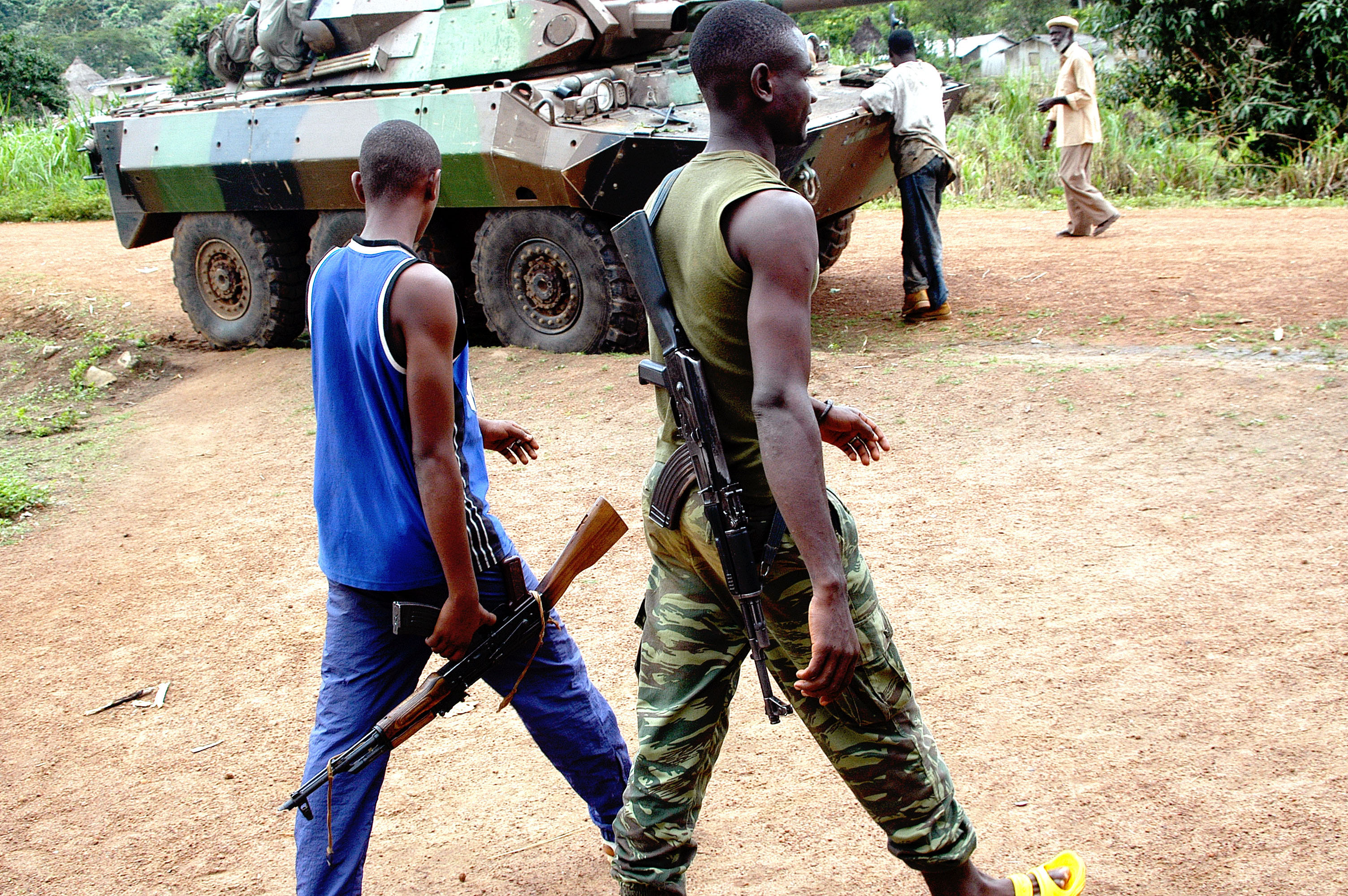
Membros das FAFN em frente a um AMX-10 RC do 1er REC, do exército francês, em serviço em 2004.

Os acontecimentos de novembro de 2004, durante os quais o exército francês abriu fogo contra manifestantes marfinenses hostis, colocaram a Força Licorne numa posição delicada face às populações civis. A morte suspeita do marfinense Firmin Mahé em maio de 2005 levou à suspensão, depois à repreensão e transferência, do General de Divisão Henri Poncet e do seu adjunto de operações, o General de Malaussène, bem como à suspensão do Coronel Éric Burgaud, comandante do 13º Batalhão de Caçadores Alpinos (13e BCA) e um suboficial deste batalhão pela Ministra da Defesa, Michèle Alliot-Marie. A destruição do equipamento militar marfinense provoca, portanto, a deterioração da relação entre as forças da Operação Licorne e a população local, que vê as primeiras de uma forma mais discriminatória. A raiva crescente dos marfinenses contra os franceses dará origem a violentos motins “anti-franceses” em muitas cidades, como o de Abidjan, durante a noite de 6 para 7 de novembro de 2004.
A Operação Licorne envolveu mais de 5.000 homens e mulheres no auge da crise em novembro de 2004. As tropas francesas foram reduzidas para 2.400 soldados desde agosto de 2007, depois para 1.800 homens a partir de março de 2008. Finalmente, eram 900 em 2009. Em 31 de julho de 2008, o Conselho de Segurança da ONU prorrogou, por seis meses, os mandatos da UNOCI e da Operação Licorne. Estas são assim prorrogadas até 31 de janeiro de 2009, com o objetivo de prover segurança nas eleições presidenciais que se realizariam então em 30 de novembro de 2008.

## As forças francesas

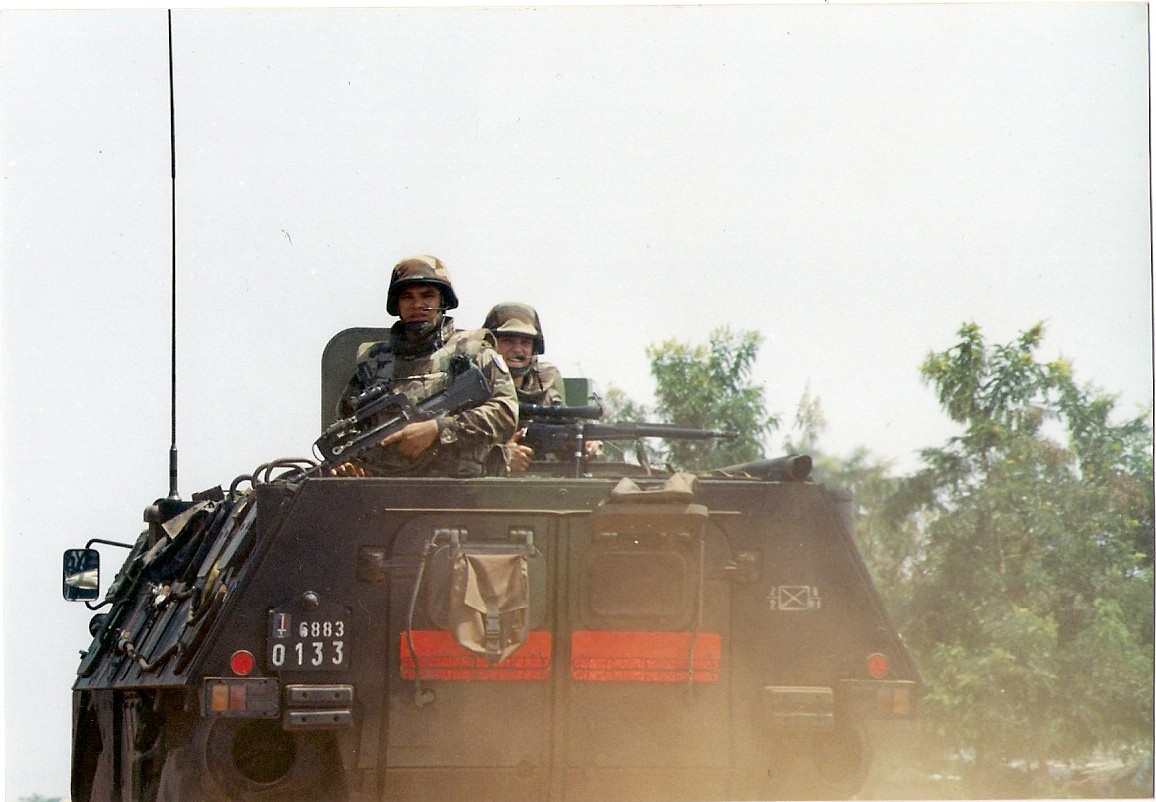
Legionários da 2ª Companhia do 2^{e} REI engajados na Operação Licorne em abril de 2003.

A partir de 22 de setembro de 2002, o 43º batalhão de infantaria de fuzileiros navais (em francês:  43e bataillon d'infanterie de marine, 43e RIMa) estacionado em Port-Bouët foi reforçado por elementos das forças francesas pré-posicionadas na região (Gabão, Senegal, Djibouti e Chade) e da 11ª Brigada Paraquedista (em francês:  11e brigade parachutiste, 11e BP) incluindo o 2º Regimento Estrangeiro de Paraquedistas (em francês:  2e régiment étranger de parachutistes, 2e REP), para garantir a segurança dos cidadãos franceses e da comunidade internacional. De 25 a 27 de setembro, as tropas francesas evacuam mais de 2.000 estrangeiros de Bouaké, e no total cerca de 3.000 serão evacuados do país. Em 1º de outubro de 2002, foi criado um estado-maior tático francês (em francês:  état-major tactique, EMT). O Presidente Laurent Gbagbo pede à França que controle o cessar-fogo que ele conseguiu estabelecer. Em 1º de dezembro, ocorreram os primeiros confrontos mortais entre soldados franceses e rebeldes em Man. A força francesa aumentou para 2.500 homens, iniciando a Operação Licorne. Chegam elementos da Legião Estrangeira a Bouaké, o quartel-general da rebelião. No dia 20, os soldados franceses posicionaram-se ao longo de uma “linha de cessar-fogo” de leste a oeste.
Em fevereiro de 2003, serão enviados mais 1.500 homens. Em 19 de março de 2003, o 2º Regimento Estrangeiro de Infantaria (em francês:  2e régiment étranger d'infanterie, 2e REI) substituiu o 2º REP e ocupou as posições do Grupamento Tático de Armas Combinadas Ocidental (em francês:  groupement tactique interarmes ouest, GTIAO). Este grupo, apoiado pela chegada dos AMX-10 RC do 1º Regimento Estrangeiro de Cavalaria (em francês:  1er régiment étranger de cavalerie, 1er REC), conseguiu abrir uma brecha em direção ao oeste, alternando negociações e intimidação. Depois de estabelecer unidades em Duékoué e Guiglo, as patrulhas realizaram o reconhecimento até Toulepleu e depois Bangolo. Para mudar a situação e acelerar o movimento em direção à paz, o GTIAO se engajou na Operação Promontário (em francês:  Opération Promontary), que permitiu, através da realização de reconhecimentos ofensivos em dois eixos, estabelecer-se finalmente no extremo oeste de Teapleu e criar uma zona de confiança. Todas as unidades do grupamento ocidental foram repartidas por uma frente de mais de 200km, de Daloa a Teapleu. As patrulhas de busca profunda do 2º Regimento de Hussardos (em francês:  2e régiment de hussards, 2e RH) fornecem ao Estado-Maior informações vitais.
Em maio, foi assinado um cessar-fogo geral, mas em 23 de julho, dois soldados franceses foram mortos por elementos descontrolados das FAFN. Vários distúrbios continuam, controlados pelas tropas marfinenses apoiadas pelos franceses. A ONU destaca tropas que beneficiam do apoio da Força Licorne. Em 24 de junho, os postos militares franceses de Gohitafalan foram atacados e um soldado do 40º Regimento de Artilharia foi morto. Em Novembro, a situação deteriorou-se. No sábado, 6 de novembro de 2004, às 13h05 (horário local), um dos Sukhoi Su-25 das forças armadas da Costa do Marfim lançou uma bomba de 250kg no acampamento francês de Bouaké, antiga escola Descartes. transformada em base de apoio a 1.500 metros da posição rebelde mais próxima. O número de baixas é elevado: nove soldados franceses mortos, bem como um cientista americano pertencente a uma ONG, e trinta e sete outros feridos, vários deles gravemente. As vítimas são principalmente marsouins do RICM e do 2ª R.I.Ma. O General Bentégeat, chefe do Estado-Maior do exército francês, ordena a destruição dos caças. Às 14:20h, uma seção da 2ª RIMa destruiu os dois Sukhoi Su-25 com mísseis Milan, enquanto eram reabastecidos com armas e combustível no aeroporto de Yamoussoukro. Um mecânico foi morto. Atacados por um helicóptero Mi-24, os soldados franceses o repeliram com tiros de metralhadora.
A Força Licorne toma o aeroporto de Abidjan. Movimentos violentos de multidões eclodem na capital. A Força Licorne, reforçada por meios terrestres, aéreos e navais, vai sendo transferida para a capital para proteger cidadãos franceses e estrangeiros e depois permitir a partida dos voluntários. Cerca de 8.000 cidadãos deixaram o território da Costa do Marfim, a maioria deles utilizando meios aéreos civis requisitados pelo Ministério dos Negócios Estrangeiros.
No dia 7 de novembro, uma coluna de veículos blindados do RICM dirigiu-se de Man em direção à antiga capital, alertando os rebeldes e as Forças Armadas da Costa do Marfim (em francês:  Forces armées de Côte d'Ivoire, FANCI) deste movimento. A FANCI, porém, armou diversas emboscadas e abriu fogo contra o comboio francês. Oito soldados marfinenses são mortos e 15 feridos em Douékoué; na entrada de Abidjan, outros combates podem ter causado vítimas. A coluna francesa levou cerca de 24 horas para percorrer os 850km de estrada, porque ainda concordou em discutir em determinados bloqueios. Um helicóptero francês metralha a residência do chefe de Estado da Costa do Marfim em Cocody. A artilharia marfinense presente nestes locais respondeu, mas um helicóptero francês neutralizou-a com um míssil HOT.
Em 2005, 5.200 soldados franceses estiveram na Costa do Marfim, quase dez vezes mais do que em 2002. Três Mirage F1 CR para reconhecimento e ataque ao solo também foram enviados para o Chade. Quase 700 soldados – incluindo um esquadrão móvel da gendarmaria – chegaram a Abidjan, vindos de Libreville, no Gabão, e da França, para proteger cidadãos franceses e estrangeiros. Em 2006, a situação acalmou-se e ainda estava sob o forte controle da ONU e da Licorne. Calma aparente pontuada por perturbações de elementos descontrolados. Em fevereiro de 2011, a Força Licorne foi reforçada e aumentada para 1.100 homens.

### Distintivos

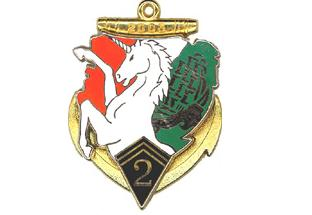
Insígnia do 2º RIMa na Operação Licorne em 2002.
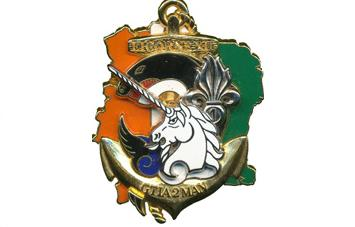
Insígnia do GTIA 2 representando o 21º RIMa e o 1º REC.
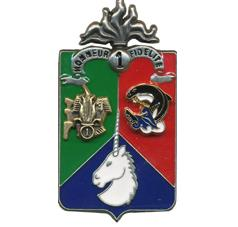
Insígnia representando o 21º RIMA, 1º REC e 1º REG.
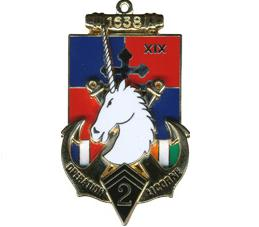
Insígnia do 2º RIMa na Operação Licorne em 2004.

### Comandantes
| Nº | Nome                         | Mandato                                     | Detalhes | Ref.   |
| -- | ---------------------------- | ------------------------------------------- | --- | ------ |
| 1  | General Emmanuel Beth        | 1º de outubro de 2002 - 30 de maio de 2003  | Ex-oficial paraquedista da Legião Estrangeira, até então comandando a 11ª Brigada Paraquedistas em Balma.                                                             | [ 13 ] |
| 2  | General Pierre-Michel Joana  | 1º de junho de 2003 - 3 de junho de 2004    | Ex-oficial paraquedista das tropas de marinha, subchefe do Estado-Maior Operações-Logística (OPS-LOG) do Estado-Maior do Exército (EMAT).                             | [ 14 ] |
| 3  | General Henri Poncet         | 4 de junho de 2004 - 14 de junho de 2005    | Ex-oficial paraquedista das tropas de marinha. |        |
| 4  | General Elrick Irastorza     | 14 de junho de 2005 - junho de 2006         | Ex-oficial paraquedista das tropas de marinha que sucede ao General Henri Poncet como conselheiro militar do Comitê de Monitoramento dos Acordos de Linas-Marcoussis. |        |
| 5  | General Antoine Lecerf       | Junho de 2006 - 9 de julho de 2007          | Ex-oficial da Legião Estrangeira e ex-comandante do quartel-general da força nº 4, em Limoges.                                                                        |        |
| 6  | General Bruno Clément-Bollée | 10 de julho de 2007 - 12 de julho de 2008   | Ex-oficial das tropas de marinha especializado em blindados. |        |
| 7  | General Philippe Houbron     | 12 de julho de 2008 - 5 de junho de 2009    | Ex-oficial de engenharia aérea. |        |
| 8  | General Jean-François Hogard | 5 de junho de 2009 - 10 de dezembro de 2009 | Oficial das tropa de marinha especializado em tropas aerotransportadas.                                                                                               |        |

## Prisão de Laurent Gbagbo
Em abril de 2011, na sequência da Resolução 1975 do Conselho de Segurança da ONU, a Força Licorne foi redistribuída com o objectivo de proteger os cidadãos franceses, prestar apoio à UNOCI e destruir armas pesadas das forças pró-Gbagbo utilizadas contra civis. Desde 2 de abril, foram destacados elementos de comando e três companhias - provenientes do 2º REP, RMT e 3º RPIMa - com o objetivo de reforçar o efetivo da Força Licorne. Havia então cerca de 1.650 soldados franceses em Abidjan.
Em 11 de abril de 2011, as Forças Republicanas da Costa do Marfim (em francês:  Forces républicaines de Côte d'Ivoire, FRCI), com o apoio indireto da UNOCI e da Força Licorne, prenderam Laurent Gbagbo. No final de 2011, após a resolução desta crise, o efetivo caiu para 450 militares e depois para 300 no início de 2013.

## Documentário
Em 2003, Jean-Baptiste Gallot filmou o 2º Regimento Estrangeiro de Paraquedistas (2º REP) durante confrontos em Duékoué, na Costa do Marfim, como parte de um documentário de 70 minutos que produziu para o programa Le Droit de savoir: Légion Étrangère, des hommes sans passé.